# Alphonse Beau de Rochas

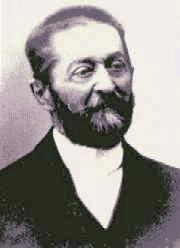
Alphonse Beau de Rochas

Alphonse Eugène Beau, später Alphonse Beau de Rochas (* 9. April 1815 in Digne; † 27. März 1893 in Vincennes) war ein französischer Eisenbahningenieur und Erfinder. Er gilt als der Erfinder des Prinzips des Vier-Takt-Verbrennungsmotors und hatte zu dessen Optimierung als erster u. a. die Verdichtung des Treibstoff-Luft-Gemisches angeregt.

## Leben
Beau de Rochas Vater Alexandre Beau war Steuereinnehmer und Kämmerer an der Caisse d'Epargne. Die Mutter Thérèse Jacques de Rochas entstammte einer adligen, einflussreichen und begüterten Apothekerfamilie in Digne. Mit neun Jahren wurde Beau de Rochas nach Orléans in ein katholisches Internat geschickt, wo er eine strenge Erziehung erhielt. Im Alter von 16 Jahren kehrte er nach Digne zurück und absolvierte eine Lehre als Geometer.
Nach seiner Ausbildung arbeitete er – oft gleichzeitig – an verschiedensten theoretischen Projekten, beschäftigte sich beispielsweise mit der Entsalzung der Camargue, entwickelte zusammen mit Philippe Breton einen Unterwassertelegraphen oder versuchte sich auf Korsika an einem neuen Verfahren zur Gewinnung von Granit und Porphyr. All diese ruhelosen Anstrengungen wurden von wenig Erfolg gekrönt, insbesondere da sich seine teilweise hoch erfinderischen Ansätze nur auf die Theorie beschränkten und er die Möglichkeiten oder die Geduld praxisgeeigneter Entwicklungen nicht aufzubringen vermochte. Ein weiterer Grund könnte sein schwieriger, eigenbrötlerischer und zänkischer Charakter gewesen sein, der ihm beruflichen Erfolg und gesellschaftliche Anerkennung erschwerte.
1848 versuchte er sich in der Politik der neuen Republik, kandidierte bei den Provinz-Wahlen, engagierte sich eine Weile hingebungsvoll für ein selbst entwickeltes liberales, stark von den sozialen Ideen Frédéric Le Plays beeinflusstes Programm, zog seine Kandidatur jedoch aus unbekannten Gründen noch vor den Wahlen zurück.
1852 verließ er Digne und ging nach Paris, wo er sich zum Eisenbahningenieur weiterbildete, Anhänger von Nicolas Léonard Sadi Carnots Wärmekraftmaschinen-Idee wurde und an technischen Verbesserungen der Dampfmaschine arbeitete. Ebenfalls 1852 ließ er auf eigene Kosten den ersten Stadtführer von Paris drucken – eine brillante Geschäftsidee, die wiederum an mangelnder Vermarktung scheiterte. Im gleichen Jahr heiratete er Elisabeth Lemariée. Die Ehe blieb kinderlos.
1861 entwarf Beau de Rochas Verlauf und Trassen der Eisenbahnstrecke von Grenoble nach Nizza, die 1892 gebaut werden sollte, ohne dass er finanziell beteiligt gewesen wäre. Aus dem Jahr 1861 stammen auch sein Entwurf für einen Tunnel zwischen Frankreich und England sowie für Stromgeneratoren, die Paris mit Elektrizität versorgen sollten. 1888 schlug er die künstliche Bewässerung einer Oase im Sudan vor und entwarf eine transafrikanische Eisenbahnroute bis ins Detail.
Am Ende seines Lebens noch zu Ehren kam Beau de Rochas durch seine Erfindung des Viertaktmotors, die aber in der Praxis nicht verwendet werden konnte.  Bereits 1862 meldete er diese Erfindung zum Patent an. Dabei beschrieb er Motoren für Lokomotiven, die eine Verbindung von Dampf- mit Gasmaschinen aufweisen. Das Gas in der Maschine sollte „unter hoher Kompression spontan zünden“, was durch vier Phasen der Maschinenarbeit erreicht werden könne:
1. Zunächst durch Ansaugen während eines ganzen Kolbenhubes,
2. sodann einer Kompression im folgenden Takt,
3. gefolgt vom Zünden auf dem toten Punkt und Expansion im dritten Takt
4. und schließlich dem Auspuff des verbrannten Gases aus dem Zylinder im vierten und letzten Takt.

Damit hatte er theoretisch das Prinzip des Viertaktmotors erfasst, wobei indes Christian Reithmann schon am 26. Oktober 1860 ein Patent auf den Viertaktmotor hatte. Auch Nicolaus August Otto hatte sich ab 1862 mit der Entwicklung eines Viertaktmotors beschäftigt und ein Patent darauf erhalten, was aber wegen der Priorität des Reithmannschen Patents später wieder aberkannt wurde.